# José Checa Beltrán
José Checa Beltrán (Jamilena, Jaén, 1950), filólogo español e Investigador Científico titular del CSIC.

## Biografía
Nació en Jamilena el 4 de octubre de 1950. Tras licenciarse en Filología Hispánica por la Universidad Complutense de Madrid (1978), se doctoró en Lenguas y Literaturas Extranjeras Modernas por la Universidad de Bolonia (1986) y en Filología Hispánica por la Universidad Complutense de Madrid (1988). Enseñó Lengua Española en la Universidad de Bolonia entre 1982 y 1987. 
Fue becario de investigación en el Instituto de Filología (Madrid) del Consejo Superior de Investigaciones Científicas (1987–1992), organismo en el que trabaja desde el año 1992 como Investigador Científico Titular y en el que fue Jefe del Departamento de Literatura del Instituto de la Lengua Española. Ha sido director de “Revista de Literatura”, que edita el CSIC., forma parte del consejo de redacción y consejo asesor de importantes revistas y colecciones editoriales de todo el mundo; desde 2016 dirige la revista "Piedras Lunares. Revista Giennense de Literatura". Entre sus puestos de asesoría científica destacan el del Conseil Scientifique de la Casa de Velázquez, Comitato Scientifico del "Centro Studi sul Settecento Spagnolo" (Università di Bologna), Comité de selección de becas de la Fundación Carolina, evaluador de la ANEP, Centre de Recherche sur l'Espagne Contemporaine-CREC (Université Sorbonne Nouvelle Paris III), "Commission d'admission a l'École des hautes études hispaniques et ibériques" (París),etc.   
Ha organizado y dirigido varios congresos nacionales e internacionales (París, Bologna, Madrid, etc.) y ha participado como ponente en otros muchos en universidades de todo el mundo, donde también ha impartido cursos de doctorado y ha pronunciado conferencias. Ha sido profesor visitante en la Université de Montréal, UNAM de México, British Academy (Londres), McGill University de Montreal, Sorbonne Nouvelle Paris-III. Entre los proyectos de investigación nacionales e internacionales que ha dirigido destacan: "El debate literario de la prensa madrileña en el umbral del Romanticismo", "Sociedad y cultura en la prensa giennense (1941-1965)", "Lecturas del legado literario-cultural español: canon, nacionalismo e ideología en España, Francia e Italia (1700-1808)", "Canon y nacionalismo: lecturas europeas del legado literario-cultural español (1788-1833)".  
Especialista en siglo XVIII, poética, historia literaria, crítica literaria y prensa, Romancero, recepción del legado cultural español, es autor de unos 200 artículos científicos publicados en revistas especializadas, nacionales e internacionales. Ha realizado crítica de libros en "Revista de Occidente" y en suplementos culturales de periódicos como “ABC” o “El País”, así como en revistas universitarias de España, Alemania, Francia, Italia, Inglaterra o Estados Unidos.
Entre sus libros destacan: La poesía del siglo XVIII (1992), "El siglo que llaman ilustrado" (ed. 1996), Razones del buen gusto. Poética española del neoclasicismo (1998), "Pensamiento literario del siglo XVIII español. Antología comentada (2003), "Romancero oral de la comarca de Martos (2005. Premio Cazabán), "Lecturas del legado español en la Europa ilustrada" (2012), "Demonio y Modelo. Dos visiones del legado español en la Francia ilustrada" (2014), "La cultura española en la Europa romántica" (2015), "El debate literario-político en la prensa cultural española (1801-1808)" (2016). 
- Datos: Q5938972